# 加茂村 (和歌山県)
加茂村（かもむら）は、和歌山県海草郡にあった村。現在の海南市下津町の東部、阪和自動車道・下津インターチェンジの西側一帯にあたる。

## 地理
- 山岳：鉢伏山、岳山
- 河川：加茂川

## 歴史
- 1889年（明治22年）4月1日 - 町村制の施行により、海部郡橘本村・沓掛村・小松原村・中村・大窪村・市坪村・青枝村・小南村・下村・梅田村の区域をもって加茂村が発足。
- 1896年（明治29年）4月1日 - 郡の統合により所属郡が海草郡に変更[1]。
- 1955年（昭和30年）2月1日 - 下津町・大崎町・塩津村・仁義村と合併し、改めて下津町が発足。同日加茂村廃止。

## 交通

### 鉄道路線
村域を日本国有鉄道の紀勢西線（現・紀勢本線）が通過したが、駅は所在しなかった。加茂郷駅が至近に所在。

### 道路
- 国道170号（現・国道42号）

現在は旧村域に阪和自動車道・下津インターチェンジが所在するが、当時は未開通。